# Karel Weis
Karel Weis, také Weiss, pseudonym Celestin Nožička, (12. února 1862 Praha – 4. dubna 1944 Praha) byl český hudební skladatel, sběratel lidových písní a folklorista.

## Život

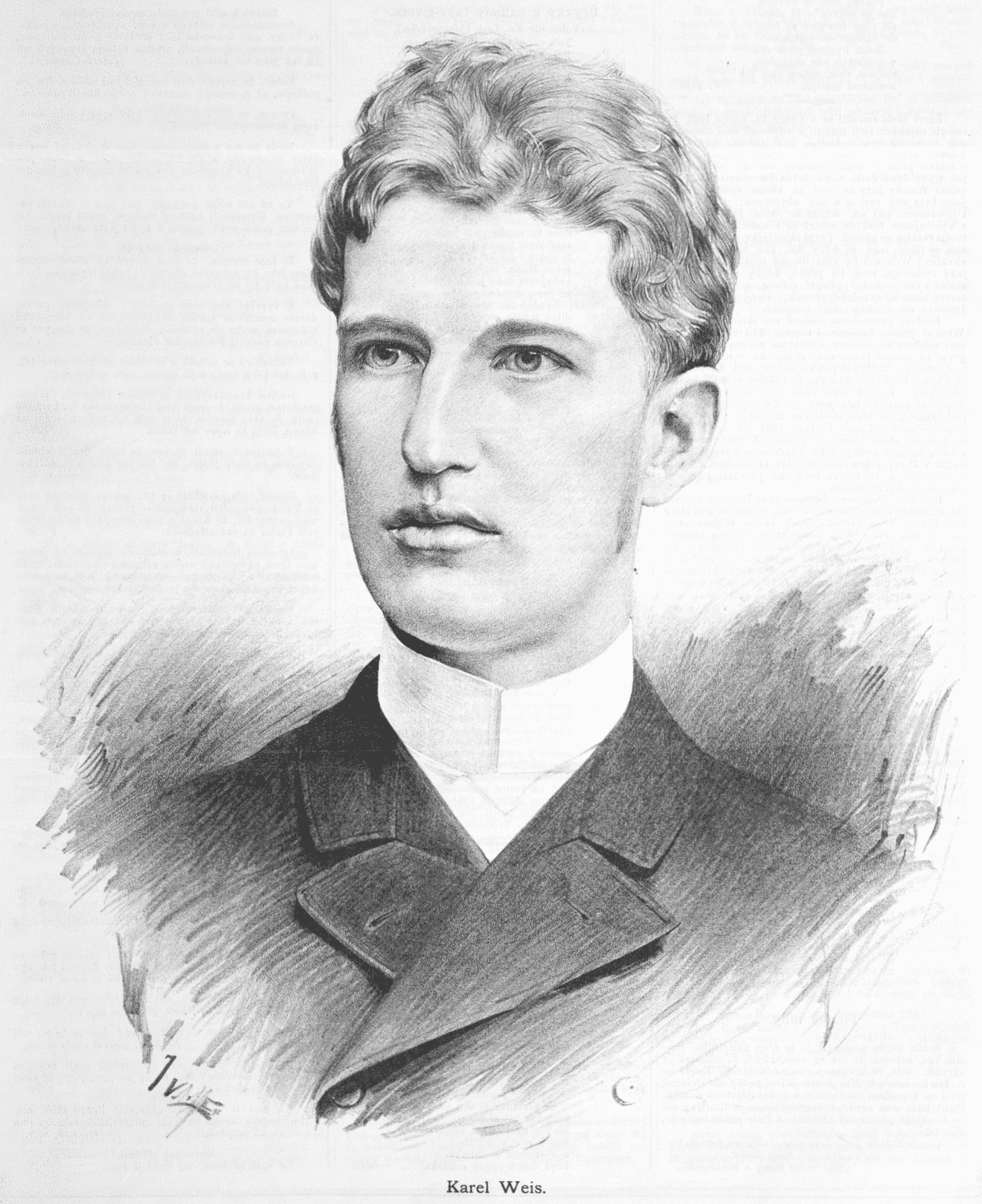
Karel Weis v mládí (kreslil Jan Vilímek 1889)

Narodil se v Praze v rodině kováře. Studoval na Pražské konzervatoři, zpočátku lesní roh, pak housle. Po čtyřech letech studia byl vyloučen, přešel na varhanickou školu – studoval teorii u Františka Skuherského. Studia ukončil v roce 1881. Nejprve působil jako varhaník kostela sv. Štěpána a současně jako kapelník a sbormistr Maiselovy synagogy a pak vystřídal řadu hudebnických zaměstnání včetně působení v Národním divadle jako houslista . V letech 1886-1887 byl kapelníkem Národního divadla v Brně, jednu sezónu působil i v Bautzenu (Budyšíně). Jeho skladatelské umění mu vyneslo několikaleté rakouské státní stipendium. Byl jedním z mála českých skladatelů, který neměl existenční problémy – kromě českého publika psal i pro publikum německé (Vídeň, Berlín). V roce 1934 byl zvolen řádným členem České akademie .
V roce 1900 vstoupil do manželství s Marií Šístkovou (*1877), se kterou měl pak čtyři syny (jeden zemřel dvouletý). Rodina bydlela na pražském Smíchově, dnešním Janáčkově nábřeží. Byl pochován na pražském hřbitově na Malvazinkách.

## Dílo

### Hudba
Jeho hlavním hudebním oborem byla kompozice. Vedle řady oper a operet napsal kantátu Triumfátor (1888). Psal i hudbu baletní a filmovou. Je autorem i jediné symfonie c moll.
Opery a operety
| Český název               | Původní název           | Žánr    | Počet dějství | Libreto | Datum premiéry    | Místo, divadlo                     |
| ------------------------- | ----------------------- | ------- | ------------- | --- | ----------------- | ---------------------------------- |
| Viola                     | –                       | opera   | 3             | Eliška Krásnohorská, Friedrich Adler, Richard Schubert, Václav Novohradský podle Williama Shakespeara                | 17. ledna 1892    | Praha, Národní divadlo             |
| Polský žid                | Der polnische Jude      | opera   | 2             | Victor Léon, Richard Batka podle Erckmanna-Chatriana                                                                 | 3. března 1901    | Praha, Nové německé divadlo        |
| Vesničtí muzikanti        | Die Dorfmusikanten      | opereta | 3             | Rudolf Haas podle J. K. Tyla                                                                                         | 31. prosince 1904 | Praha, Nové německé divadlo        |
| Revizor                   | Der Revisor             | opereta | 3             | Karel Weis, Oskar Batěk, František Paul podle N. V. Gogola                                                           | 21. dubna 1907    | Praha, Nové německé divadlo        |
| Sultánova nevěsta         | Die Sultansbraut        | opereta | 3             | Robert Pohl podle Kálmána Mikszátha                                                                                  | 1910              | Berlín                             |
| Útok na mlýn              | Der Sturm auf die Mühle | opera   | 3             | Karel Weis, Rudolf Batka                                                                                             | 29. března 1912   | Praha, Národní divadlo             |
| Big Ben                   | Big-Ben                 | opereta | 3             | West | 1912              | Berlín, Theater des Westens        |
| Expresní vlak do Nizzy    | Der Extrazug nach Nizza | opereta | 1             | A. Lippshitz, M. Schonau                                                                                             | 1913              | Berlín, Theater am Nollendorfplatz |
| Tančící myšky             | Die Tanzmäuschen        | opereta | 1             | G. O. odes-Millo | 11. srpna 1916    | Vídeň, Apollo-Theater              |
| Blíženci (2. verze Violy) | Die Zwillinge           | opera   | 3             | Eliška Krásnohorská, Friedrich Adler, Richard Schubert, Václav Novohradský, Josef Vymětal podle Williama Shakespeara | 28. února 1917    | Praha, Národní divadlo             |
| Lilli Lora                | Lilli Lora              | opereta | 1             | G. O. odes-Millo | 1. srpna 1918     | Vídeň, Apollo-Theater              |
| Lešetínský kovář          | –                       | opera   | 3             | Karel Weis a Ladislav Novák podle Svatopluka Čecha                                                                   | 6. června 1920    | Praha, Národní divadlo             |
| Bojarská svatba           | Die Bojarenhochzeit     | opera   | 3             | Karel Weis podle Ludwiga Ganghofera                                                                                  | 18. února 1943    | Praha, Národní divadlo             |

Jeho nejznámějším a nejvýznamnějším dílem se stalo souborné velké vydání lidových písní Český jih a Šumava v lidové písni, monumentální patnáctisvazkové dílo, které je výsledkem jeho skoro padesátileté sběratelské a konzervační práce. Vycházelo postupně od roku 1928.

## Posmrtná připomínka

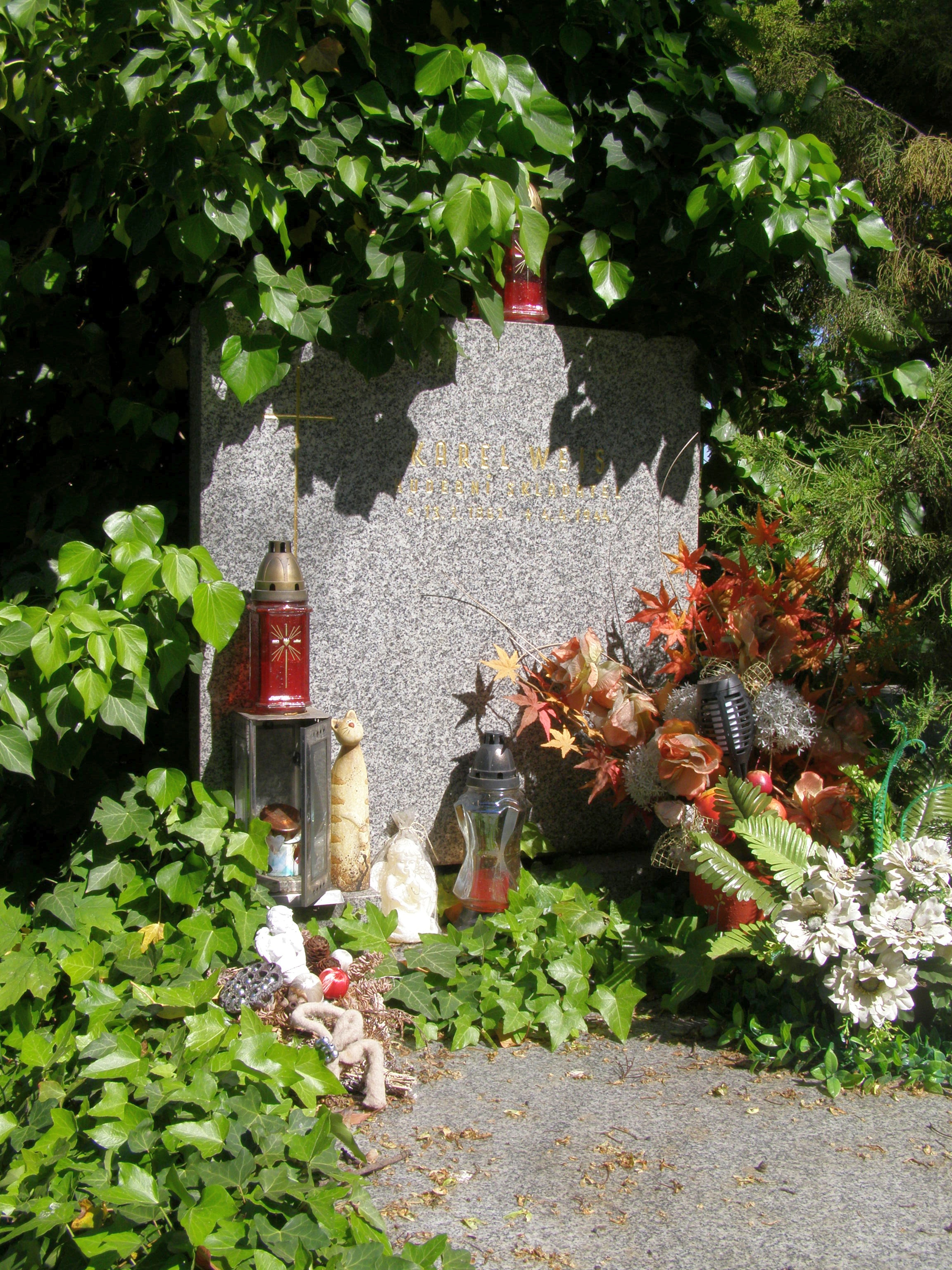
Hrob Karla Weise na pražském hřbitově Malvazinky

V Blatském muzeu ve Veselí nad Lužnicí měl do roku 2018 pamětní síň. Budova muzea ve Veselí nad Lužnicí je pojmenováno po Karlu Weisovi, tzv. Weisův dům. V muzeu se nachází jeho pozůstalost, která je uložena v 85 kartonech a čítá několik tisíc dopisů, not, fotografií, výtvarného umění ...
V červnu 2022, po třech letech rekonstrukce, Blatské muzeum znovu otevřelo brány Weisova domu s novými stálými expozicemi. Životní osudy a dílo hudebního skladatele a zachránce jihočeské lidové písně přibližuje drobná expozice „Karel Weis a Blata“.

## Zajímavost
Opera Der polnische Jude (Polský žid), kterou složil na německé libreto, byla při vzniku považována za německé dílo, a tak Národní divadlo v Praze odmítlo její uvedení a postoupilo práva Novému německému divadlu v Praze, které jí nechtělo, protože autor hudby byl Čech.